# Изключително предложение за продажба
Изключително (уникално) предложение за продажба (на английски: unique selling proposition или unique selling point, абревиатура: USP) представлява маркетингова концепция, която е предложена като теория, изясняваща специфичен модел, характерен за някои успешни рекламни кампании в началото на 1940-те. Според тази теория въпросните кампании са направили уникални предложения на клиентите, с което са ги убедили да преминат към тяхната марка.
Днес много компании използват USP като основа на своите маркетингови кампании.

## Определение
В своята книга „Реалността в рекламата“ (Reality in Advertising) Росър Рийвс (Rosser Reeves), председател на управителния съвет на Ted Bates & Company, дава точното определение според разбирането и прилагането му в неговата компания:
1. Всяка реклама трябва да предлага на клиента: „купи този продукт и ще имаш тази специфична полза“.
2. Предложението трябва да бъде уникално – нещо, което конкуренцията не предлага и/или няма да предложи в бъдеще.
3. Предложението трябва да е достатъчно убедително, за да привлече (да „придърпа“) нови клиенти към продукта.

Рийвс предупреждава обаче да се избягва формирането на USP, основано на това, което той нарича „Измамната разлика“ – уникалност, която е твърде незначителна, за да бъде забелязана от клиентите в практиката.

## Примери
Добри примери за продукти с ясно изразено изключително предложение за продажба са:
- Head & Shoulders: „Избавя те от пърхота“
- Red Bull: „Стимулира тялото и духа“

Някои уникални предложения, отправени за първи път в съответната област:
- Domino's Pizza: „Получавате гореща, току-що приготвена пица, доставена ви до 30 минути или по-скоро – или я получавате безплатно.“
- M&M's: „Топи се в устата, а не в ръката“. (за бонбоните с шоколад)
- NIKE: „Just do it“ / „Просто го направи!“